# Beramanja
Beramanja is een plaats in Madagaskar gelegen in het district Ambilobe van de regio Diana. In 2001 telde de plaats bij de volkstelling 26.273 inwoners.
In de plaats bevindt zich een rivierbeddinghaven. Er is een basisonderwijs en voortgezet onderwijs beschikbaar voor jonge kinderen. De meerderheid (58% van de bevolking) is werkzaam in de visserij. 37% van de bevolking is landbouwer. Het belangrijkste gewas is koffie, maar er wordt ook mais, zoete aardappelen en rijst verbouwd. 1% van de bevolking is werkzaam in de industriesector en dienstensector.